# Al-Mundhir IV ibn al-Mundhir
Al-Mundhir IV ibn al-Mundhir (arabiska:المنذر بن المنذر) var en lachmiddisk kung som regerade mellan 574-580, al-Mundhir efterträdde Fishahrat och efterträddes av Al-Nu'man III ibn al-Mundhir.